# Micheil Meschi
Micheil Meschi (gruz. მიხეილ მესხი, ros. Михаил Шалвович Месхи, Michaił Szałwowicz Mieschi; ur. 12 stycznia 1937 w Tbilisi, zm. 22 kwietnia 1991 w Tbilisi) – gruziński piłkarz, występujący jako napastnik, reprezentant Związku Radzieckiego, trener i działacz piłkarski.
Wychowanek szkoły piłkarskiej w Tbilisi. Prawie przez całą karierę zawodniczą związany był z tbiliskim klubem Dinamo, z którym w 1964 zdobył Mistrzostwo Związku Radzieckiego. W 1970 zakończył karierę jako zawodnik Lokomotiwi Tbilisi. Od 1959 do 1966 rozegrał 35 meczów w reprezentacji ZSRR, strzelił 4 bramki. Miał udział w zdobyciu Mistrzostwa Europy w 1960. Dwa lata później uczestniczył w mistrzostwach świata w Chile.
Po zakończeniu kariery piłkarskiej aż do śmierci pracował jako trener i dyrektor dziecięcej szkoły piłkarskiej "Awaza" w Tbilisi.